# Военная история Азербайджана
Военная история Азербайджана насчитывает тысячи сражений на современной территории страны.

## VII-XIX века
С 642 года начинается завоевание Восточного Закавказья арабами; туда стали переселяться многие арабские роды и даже племена, составившие господствующий слой населения. В конце IX века область Нахичевани была отвоёвана у арабов армянским царём Смбатом I. В 943 году происходит набег русов на Бердаа. В XI веке Иранский Азербайджан, Ширван и Арран были завоеваны сельджуками, в XIII веке — монгольскими войсками Хулагу. В 1380 году мусульмане-наёмники с территории современного Азербайджана участвовали в Куликовской битве в составе войска Мамая. В XVI—XVIII веках проходит череда войн между Османской империей и Ираном за обладание Закавказьем. В XVIII веке к борьбе подключается Россия. В 1723 году русские войска захватили Баку (город был возвращён Ирану по Гянджинскому договору в 1735 году). В 1803—1828 годах территория современного Азербайджана была завоевана Россией.

## Азербайджанская Демократическая Республика
После провозглашения 28 мая 1918 года Азербайджанской Демократической Республики, одной из первоочерёдных задач стало создание национальных вооружённых сил. Вместе с тем, первые попытки создания национальных вооружённых формирований были предприняты ещё в конце 1917 начале 1918 гг.
В начале декабря 1917 года штаб Кавказского фронта предложил провести национализацию отдельных частей, в первую очередь — 219-го пехотного запасного полка, дислоцированного в Елизаветполе, на базе которых должен был формироваться Мусульманский корпус. Закавказский комиссариат поддержал это предложение и 18 декабря 1917 года (по другим сведениям — 11 декабря) издал постановление о формировании грузинского, армянского, мусульманского (азербайджанского) и русского корпусов, которые, как предполагалось, должны были заменить покидавшие Кавказский фронт части русской армии.
Формирование Мусульманского корпуса было начато согласно приказу № 155 от 11 декабря 1917 года главнокомандующего войсками Кавказского фронта генерала от инфантерии М. А. Пржевальского. Корпус формировался на добровольных началах. Командиром Мусульманского корпуса был назначен бывший командующий 10-й армией Западного фронта генерал-лейтенант Али-Ага Шихлинский, а начальником штаба генерал-майор Меньчуков Евгений Александрович, бывший и. д. генерал-квартирмейстера штаба Особой армии. Структура вновь формируемого корпуса была следующей: 1-я и 2-я пехотные дивизии четырёхполкового состава, отдельная кавалерийская бригада трёхполкового состава, 1-я и 2-я артиллерийские бригады, конно-горная батарея, два артиллерийских парка и сапёрный батальон. Штаб корпуса располагался в Тифлисе. Были сформированы отделы и службы штаба корпуса, штабы двух пехотных дивизий.  Командиром 1-й пехотной дивизии был назначен вновь принятый  на военную службу с тем же чином отставной генерал-майор Мир Кязим-бек Талышинский, проживавший в то время в Тифлисе. Командиром 2-й пехотной дивизии — генерал-майор Ибрагим-ага Усубов.
Формирование мусульманского корпуса усложнялось отсутствием офицерского состава, особенно офицеров-мусульман. Многие азербайджанские офицеры, как и другие мусульмане России, сражались на западных фронтах. К примеру русские офицеры составляли 65 % командного состава. Практически не было и рядового состава. Было мало оружия и боеприпасов. Единственной регулярной воинской частью, был прибывший к тому времени в Закавказье Татарский конный полк Кавказской туземной конной дивизии. 26 июня 1918 года постановлением Совета Министров Мусульманский корпус был переименован в Отдельный Азербайджанский корпус.
4 июня 1918 года в Батуме был подписан Договор о дружбе и сотрудничестве между Турцией и Азербайджанской Республикой. Статья IV договора гласила:
Императорское оттоманское правительство обязуется оказывать помощь вооружённой силой правительству Азербайджанской Республики, буде таковая потребуется для обеспечения порядка и безопасности в стране.
Претворение в жизнь этого обязательства было возложено на генерал-лейтенанта Нури, который к этому времени уже находился в Гяндже с большой группой турецких офицеров. По договору азербайджанское правительство обязалось удалить с территории страны всех офицеров и чиновников государств, находящихся в состоянии войны с Османской империей. Это прежде всего касалось офицеров бывшей русской императорской армии. В результате, Отдельный азербайджанский корпус лишился большей части офицерского состава.
В начале июля Отдельный азербайджанский корпус турецким командованием был расформирован и его части вместе с прибывшими 5-й Кавказской и 15-й Чанахгалинской турецкими дивизиями вошли в состав вновь сформированной Кавказской исламской армии Нури-паши.
30 октября представителями Антанты и Турции было подписано Мудросское перемирие, которое, в частности, предусматривало эвакуацию турецких войск из Закавказья и предоставление державам Антанты права оккупировать Баку и Батум.
1 ноября постановлением Совета Министров было учреждено Военное министерство. Портфель министра был предоставлен председателю правительства Фатали-хану Хойскому, а товарищем (заместителем) его был назначен генерал от артиллерии Самедбек Мехмандаров. По существу, c этого времени и начинается планомерная и целенаправленная работа по созданию национальной армии. 15 ноября приказом товарища военного министра генерала Мехмандарова было начато формирование Главного штаба и Канцелярии военного министра.
16 ноября, после ухода турецких войск, была возобновлена работа Национального совета Азербайджана. На следующий день в Баку высадились части 39-й британской пехотной бригады под командованием генерал-майора В. М. Томсона, объявившего себя военным губернатором Баку и потребовавшего вывода войск АДР из столицы. С этого времени по апрель 1919 гг. военное министерство АДР, располагалось в Гяндже.
25 декабря 1918 года генерал от артиллерии Мехмандаров был назначен военным министром, а заместителем его был назначен генерал-лейтенант Али Ага Шихлинский. 3 января 1919 г. приказом военного министра была создана комиссия для выработки штатов войсковых частей, управлений и учреждений военного ведомства Азербайджанской Республики и табели окладов содержания.  
В основу строительства вооружённых сил Азербайджанской Республики были положены принципы организации, комплектования, управления и боевой подготовки войск царской русской армии, с учётом местных условий. 10 января 1919 года приказом военного министра был образован Военный совет при министерстве. На Военный совет возлагалось разработка и решение вопросов военного законодательства, размещения, снабжения, обучения и воспитания войск. В связи с тем, что в формировавшейся азербайджанской армии отсутствовало достаточное число высших чинов, с значительным служебным опытом по различным отраслям военного дела, Военный совет был составлен по схеме Военно-окружных советов: членами Совета назначались высшие строевые начальники и начальники отдельных управлений военного министерства, с исполнением ими своих прямых обязанностей.
При Хосров-беке Султанове, военном министре первого правительственного кабинета, просуществовавшего чуть более двух недель, началось формирование добровольческой «Зелёной гвардии» из учащихся и студентов.
В Агдаме генерал-майором Ибрагим-Ага Усубовым было начато формирование 1-й пехотной дивизии. Под командованием полковника Нух-бека Софиева  укомплектовывался 1-й Татарский конный полк. 1-я артиллерийская бригада и учебно-пулемётная команда была сформирована под командованием полковника Рустам-бека Шихлинского, а полковником Хосров Мирза Каджаром — 3-й конный Шекинский полк. Позже конные полки были сведены в дивизию, командование принял генерал-майор Теймурбек Новрузов.
14 сентября последовал приказ военного министра о создании авиаотряда. Эта дата считается днём рождения Военно-воздушних сил Азербайджана. 19 августа 1919 года начальником авиаотряда при генштабе Азербайджанской армии назначен военный летчик подпоручик Теймур-хан Афшар
Во временной столице Азербайджанской Демократической Республики Гяндже открывается первое военное училище для подготовки прапорщиков, его начальником становится полковник Ширин-Гусейнбек Кесаманский. Также были созданы учебный батальон для подготовки унтер-офицеров и саперная школа.
Красная армия вторглась в Азербайджан 28 апреля 1920 году. Хотя большая часть новообразованной азербайджанской армии была занята в подавлении восстания армян, вспыхнувший в Карабахе, азербайджанцы не сдавались, но их краткая независимость 1918-20 годов закончилась быстро и легко. Из 30 тыс. солдат 20 тысяч погибли в рядах сопротивления. Национальная армия Азербайджана была отменена большевистским правительством, 15 из 21 генералов армии были казнены большевиками.

## Азербайджанская ССР
После свержения правительства АДР была образована Азербайджанская Советская Социалистическая Республика. На основании постановления Революционного комитета Азербайджанской ССР от 28 апреля 1920 года был образован Народный комиссариат по военным и морским делам Азербайджанской ССР, который подчинялся РВС 11-й (с мая 1921 года Отдельной Кавказской) армии. Из отрядов Красной гвардии была сформирована Азербайджанская Красная Армия, основным ядром которой стал «железный полк», сформированный в 1918 году из отряда Красной гвардии Бакинской коммуны. Армия АДР вошла в состав Азербайджанской Красной Армии. В мае была сформирована 1-я сводная Азербайджанская дивизия. 29 октября Азербайджанская Красная армия была переименована в Азербайджанскую стрелковую горную дивизию им. Серго Орджоникидзе, став первой национальной дивизией в составе РККА.
ВМС Азербайджана, поддержавшие апрельский переворот, были переименованы в Красный флот Советского Азербайджана, который возглавил Чингиз Ильдрым. 1 мая корабли Волжско-Каспийской военной флотилии вошли в Баку, где вскоре был образован Каспийский военный флот в составе 3 вспомогательных крейсеров, 10 миноносцев, 4 подводных лодок и других кораблей. 18 мая корабли Волжско-Каспийской и Азербайджанской флотилий и десантные отряды заняли Энзели. 12 июня приказом РВС 11-й Красной Армии для борьбы с контрреволюционными силами в Азербайджане, обороны рек Кура и Аракс, была создана Куринская военная флотилия, переименованная 28 июля того же года в Куринский речной отряд. В это же время Каспийский и Азербайджанский флоты были объединены в Морские силы Каспийского моря, переименованные 27 июня 1931 года в Каспийскую флотилию ВМС СССР. Российский военный специалист Александр Широкорад отмечает, что Азербайджанский флот прекратил своё существование не ранее 1921 года. Касательно Каспийского речного отряда, то он был расформирован 17 сентября 1920 года приказом начальника Морских сил Каспийского флота и в октябре на основе судов отряда вновь сформирована Каспийская военная флотилия. 22 февраля 1921 года она была передана в Пограничный отряд 11-й Красной Армии.
Постановлением ЦИК Советов Азербайджана, Армении и Грузии от 2 декабря 1922 года наркомат был преобразован в военный комиссариат, как составную часть Наркомвоенмора ЗСФСР.
После начала Великой Отечественной войны в Азербайджанской ССР было создано:
- 87 батальонов,
- 1123 отряда самообороны.

Сформированы:
- 77-я стрелковая дивизия,
- 223-я стрелковая дивизия,
- 396-я стрелковая дивизия,
- 402-я стрелковая дивизия,
- 416-я стрелковая дивизия.

Части и соединения, в которых присутствовала значительная доля граждан Азербайджанской ССР.
- 416-я стрелковая Таганрогская Краснознамённая Ордена Суворова дивизия,
- 76-я горнострелковая Краснознамённая дивизия им. К. Е. Ворошилова (позднее 51-я гвардейская стрелковая Таганрогская ордена Ленина Краснознамённая Ордена Суворова дивизия),
- 77-я стрелковая Симферопольская Краснознамённая Ордена Суворова дивизия,
- 223-я стрелковая Белградская Краснознамённая дивизия,
- 227-я стрелковая Краснознамённая Темрюкская дивизия,
- 271-я стрелковая Горловская Краснознамённая ордена Богдана Хмельницкого дивизия,
- 402-я стрелковая дивизия,
- 396-я стрелковая дивизия.

При общей численности населения в 3,4 млн человек (по состоянию на 1941 год) от Азербайджанской ССР на фронт были призваны 681 тыс. человек, в том числе 10 тыс. женщин. 300 тыс. граждан СССР, призванных из Азербайджана, погибли на полях сражений. Для воинских частей были подготовлены 15 тыс. медсестёр и сандружинниц, 750 связистов, 3 тыс. шофёров. В войне также участвовали азербайджанские женщины, среди которых партизанка Алия Рустамбекова, снайпер Зиба Ганиева, зенитчица Алмаз Ибрагимова, капитан морского парохода Шовкет Салимова и многие другие.
Основными местами сражений солдат из Азербайджанской ССР были бои за Брестскую крепость, оборона Ленинграда, оборона Москвы, битвы за Сталинград, Кавказ, Курская дуга. На Украине в основном на Крымском полуострове, а также в освобождении Прибалтики и Восточной Европы и битва за Берлин.

## Азербайджанская Республика
После обретения независимости Верховный Совет Азербайджана 9 октября 1991 года принял Закон о Вооружённых силах, согласно которому в течение трёх месяцев должна была быть сформирована Национальная армия. Летом 1992 года были созданы десантные войска и завершён раздел Каспийской флотилии, в результате которого под командование Министерства обороны Азербайджана было передано 30 % плавучей и 100 % береговой базы Каспийской флотилии. В январе 1997 года были созданы азербайджанские миротворческие силы. В 2009 году военный бюджет снизился до $ 1,58 млрд. На 2009 страна имела 320 основных боевых танков, 469 боевых бронированных машин и 282 артиллерийских систем. В Военно-воздушных силах 57 самолётов и 35 вертолётов (из них 20 транспортные).
| Военные расходы Азербайджана в 2008—2010 годах. |                    |                    |                    |                                     |                                     |                                     |                                     |                                                                                           |
| Расходы на оборону | Расходы на оборону | Расходы на оборону | Расходы на оборону | % от ВВП (в итоге среднее значение) | % от ВВП (в итоге среднее значение) | % от ВВП (в итоге среднее значение) | % от ВВП (в итоге среднее значение) | Рост (падение) в % от ВВП — 2011 года в сравнении с 2010 годом (в итоге среднее значение) |
| 2008 г. | 2009 г.            | 2010 г.            | 2011 г.            | 2008 г.                             | 2009 г.                             | 2010 г.                             | 2011 г.                             |                                                                                           |
| 1300 | 1446               | 1585               | 3100               | 3,6                                 | 2,76                                | 3,95                                | 6,2                                 | +3,8                                                                                      |
| Таблица составлена на основе анализа открытых данных об экономике и бюджете Азербайджана на 2009 год. Курс доллара по отношению к национальной валюте в среднем принят таким, каким он определен в законе о бюджете страны на 2009 год. |                    |                    |                    |                                     |                                     |                                     |                                     |                                                                                           |

Вооружённые силы Азербайджана состоят из 3 видов:
- Сухопутные войска
- Военно-воздушные силы включая Войска противовоздушной обороны Азербайджана
- Военно-морские силы.

Помимо вооружённых сил есть несколько правительственных военизированных учреждения, которые могут быть вовлечены в государственную оборону, когда это необходимо:
- Внутренние войска Азербайджана
- Государственная пограничная служба Азербайджана включая Береговую охрану Азербайджана
- Национальная гвардия Азербайджана